# بانغا غاروتشدي
نادي بانغا غاروتشدي لكرة القدم (Football Club Banga) هو نادي كرة قدم ليتواني من مدينة غرغداي. وصعد الفريق إلى دوري الدرجة الأولى الليتواني لكرة القدم، وهو أعل دورى لكرة القدم في ليتوانيا، لموسم 2009 بعد انسحاب نادي كاوناس ونادي أتلانتس طوعا من المشاركة. كان فريق بانجا أيضا عضوا في لدرجة الأولة بين عامي 1994-2000.